# Zbigniew Preisner
Zbigniew Preisner (20 de mayo de 1955, Bielsko-Biała, Polonia) es un compositor polaco. 
Su trabajo abarca tanto composiciones orquestales como bandas sonoras, siendo muy reconocido en esta última faceta. Ha trabajado con cineastas como Krzysztof Kieślowski, Louis Malle, Agnieszka Holland, Thomas Vinterberg y Fernando Trueba, entre otros. Sus bandas sonoras han sido reconocidas con premios como el César a la mejor música original y el LAFCA Award.

## Biografía
Preisner nació el 20 de mayo de 1955 en Bielsko-Biała, una ciudad del sur de Polonia. Aprendió por sí mismo a tocar guitarra y piano. Sin educación formal en música, escuchaba y transcribía fragmentos de audio. Estudió filosofía e historia en Cracovia. Su estilo composicional representa una forma distintiva del neo-romanticismo tonal. Paganini y  Jean Sibelius son reconocidas influencias.

## Obra
Preisner es conocido por la música que compuso para las películas dirigidas por el también polaco Krzysztof Kieślowski. Su Canción para la unificación de Europa, basada en el primer capítulo de la Primera epístola a los corintios de san Pablo, se le atribuye al personaje Patrice De Courcy en la primera parte de la trilogía Tres colores: Azul, y desempeña un papel importante a lo largo de la película. Su música para la tercera parte de la trilogía (Tres colores: Rojo) incluye dos versiones (en francés y en polaco) para un poema de Wisława Szymborska, poetisa ganadora del premio Nobel.
Después de trabajar con Kieślowski en Tres colores: Azul, Preisner fue contratado por el productor Francis Ford Coppola para escribir la banda sonora de El jardín secreto, dirigida por Agnieszka Holland. También ha colaborado con otros directores de cine, y ganó un César en 1996 por su trabajo en Elisa, de Jean Becker. Dos años antes había ganado este mismo premio por su labor en Tres colores: Rojo. En 1997, fue galardonado con el Oso de Plata en el Festival de Cine de Berlín, por The Island on Bird Street de Søren Kragh-Jacobsen.
En 1998, estrenó Requiem for My Friend, concebida originalmente como una película escrita por Krzysztof Piesiewicz y dirigida por Kieslowski, pero que se convirtió en un memorial a Kieslowski tras la muerte del director. Preisner compuso el tema musical para People's Century, un documental de 26 capítulos realizado conjuntamente en 1994 por la BBC y la PBS. Además, trabajó con el director Thomas Vinterberg para la película It's All About Love, estrenada en el 2003.
En 2006 Preisner se encargó de los arreglos orquestales del álbum de David Gilmour, On An Island. Durante la gira de presentación del álbum, Preisner dirigió la orquesta Filarmónica Polaca Báltica en Gdansk, en un concierto con Gilmour que fue grabado y publicado en 2008 como Live in Gdańsk.
Silencio, noche y sueños es una obra a gran escala para orquesta, coro y solistas, basada en textos del Libro de Job. La primera grabación se lanzó en el 2007 con la vocalista de Madredeus, Teresa Salgueiro, y con el niño soprano Thomas Cully, de Libera.
La Lacrimosa de su Requiem for my Friend suena de forma prominente en la película The Tree of Life, de Terrence Malick, ganadora de la Palma de Oro en Cannes (2011).  Dies irae, también parte del Requiem for my friend, aparece en la segunda temporada de la serie The Crown (2017).
En 2016 compuso la música para la película La Reina de España de Fernando Trueba, e hizo un pequeño cameo interpretando un personaje llamado Otto von Fisher.

## Van den Budenmayer
Van den Budenmayer es un compositor neerlandés ficticio del siglo XVIII creado por Preisner y por el director de cine Krzysztof Kieślowski. Preisner dijo que Van den Budenmayer es un pseudónimo que él y Kieślowski inventaron «porque ambos amamos a los neerlandeses». La música del supuesto compositor neerlandés desempeña un papel muy importante en el film de Kieślowski La doble vida de Verónica (1991).

## Composiciones

### Trabajos orquestales
- Requiem for my friend (1998)
- Dix pièces pour piano (2000)
- Silence, Night and Dream (2007)

### Bandas Sonoras
| Año     | Título original                                      | Título traducido                 | Director                    | Notas                                       |
| ------- | ---------------------------------------------------- | -------------------------------- | --------------------------- | ------------------------------------------- |
| 1983    | Prognoza pogody                                      |                                  | Antoni Krauze               |                                             |
| 1984    | Psychoterapia                                        |                                  | Maciej Drygas               | Telefilme                                   |
| 1984    | Bez końca                                            | Sin final                        | Krzysztof Kieślowski        |                                             |
| 1986    | Kolysanka                                            |                                  | Efraim Sevela               |                                             |
| 1986    | Lubie nietoperze                                     |                                  | Grzegorz Warchol            |                                             |
| 1986    | Przez dotyk                                          |                                  | Magdalena Lazarkiewicz      | Telefilme                                   |
| 1986    | Ucieczka                                             |                                  | Tomasz Szadkowski           | Telefilme                                   |
| 1986    | Czy bedzie wojna                                     |                                  | Krzysztof Magowski          | Cortometraje documental                     |
| 1988    | Krótki film o zabijaniu                              | No matarás                       | Krzysztof Kieślowski        |                                             |
| 1988    | Krótki film o miłości                                | No amarás                        | Krzysztof Kieślowski        |                                             |
| 1988    | Dziewczynka z hotelu Excelsior                       |                                  | Antoni Krauze               |                                             |
| 1988    | Kocham kino                                          |                                  | Piotr Lazarkiewicz          |                                             |
| 1988    | Sami dla siebie                                      |                                  | Stanislaw Jedryka           | Telefilme                                   |
| 1989    | Ostatni dzwonek                                      |                                  | Magdalena Lazarkiewicz      |                                             |
| 1989-90 | Dekalog                                              | El decálogo                      | Krzysztof Kieślowski        | Serie de televisión                         |
| 1990    | The last Boat                                        |                                  | Béla Tarr                   | Segmento de la película colectiva City Life |
| 1990    | Europa Europa                                        | Europa, Europa                   | Agnieszka Holland           |                                             |
| 1990    | Eminent Domain                                       | Dominio eminente                 | John Irvin                  |                                             |
| 1990    | W srodku Europy                                      |                                  | Piotr Lazarkiewicz          |                                             |
| 1991    | Podwójne życie Weroniki / La double vie de Véronique | La doble vida de Verónica        | Krzysztof Kieślowski        |                                             |
| 1991    | At Play in the Fields of the Lord                    | Jugando en los campos del Señor  | Héctor Babenco              |                                             |
| 1991    | Kieslowski: Dialogue                                 |                                  | Jean-Michel Laumonier       | Documental televisivo                       |
| 1992    | Zwolnieni z zycia                                    |                                  | Waldemar Krzystek           |                                             |
| 1992    | Olivier, Olivier                                     |                                  | Agnieszka Holland           |                                             |
| 1992    | Damage                                               | Herida                           | Louis Malle                 |                                             |
| 1993    | Trois couleurs: Bleu                                 | Tres colores: Azul               | Krzysztof Kieślowski        |                                             |
| 1993    | The Secret Garden                                    | El jardín secreto                | Agnieszka Holland           |                                             |
| 1993    | O Fio do Horizonte                                   | La línea del horizonte           | Fernando Lopes              |                                             |
| 1994    | Trois couleurs: Blanc                                | Tres colores: Blanco             | Krzysztof Kieślowski        |                                             |
| 1994    | Mouvements du désir                                  |                                  | Léa Pool                    |                                             |
| 1994    | When a Man Loves a Woman                             | Cuando un hombre ama a una mujer | Luis Mandoki                |                                             |
| 1994    | Trois couleurs: Rouge                                | Tres colores: Rojo               | Krzysztof Kieślowski        |                                             |
| 1994    | Radetzkymarsch                                       | La marcha de Radetzky            | Axel Corti y Gernot Roll    | Miniserie de televisión                     |
| 1994    | Kouarteto se 4 kiniseis                              |                                  | Loukia Rikaki               |                                             |
| 1995    | Élisa                                                | Elisa                            | Jean Becker                 |                                             |
| 1995    | Feast of July                                        | Cosecha de julio                 | Christopher Menaul          |                                             |
| 1995    | Krzysztof Kieslowski: I'm So-So...                   |                                  | Krzysztof Wierzbicki        | Documental biográfico                       |
| 1995    | De Aegypto                                           |                                  | Jolanta Ptaszynska          | Documental                                  |
| 1995    | Encounters with Kieslowski                           |                                  | Andreas Voigt               | Documental                                  |
| 1996    | Bruggen                                              |                                  | Dirk Rijneke                | Cortometraje documental                     |
| 1997    | The Island on Bird Street                            | La isla de Bird Street           | Søren Kragh-Jacobsen        |                                             |
| 1997    | FairyTale: A True Story                              | Un cuento de hadas               | Charles Sturridge           |                                             |
| 1998    | Corazón iluminado                                    | Corazón iluminado                | Héctor Babenco              |                                             |
| 1998    | Liv                                                  |                                  | Edoardo Ponti               | Cortometraje                                |
| 1999    | The Last September                                   |                                  | Deborah Warner              |                                             |
| 1999    | Dreaming of Joseph Lees                              | El sueño de Joseph Lees          | Eric Styles                 |                                             |
| 2000    | Migrations                                           |                                  | Constantin Chamski          | Cortometraje de animación                   |
| 2000    | Aberdeen                                             |                                  | Hans Petter Moland          |                                             |
| 2001    | Weiser                                               |                                  | Wojciech Marczewski         |                                             |
| 2002    | Assis & Aletéia                                      |                                  | Emanuel Mendes              | Cortometraje                                |
| 2002    | Between Strangers                                    | Entre extraños                   | Edoardo Ponti               |                                             |
| 2003    | It's All About Love                                  | Todo es por amor                 | Thomas Vinterberg           |                                             |
| 2003    | Effroyables jardins                                  | Los jardines de la memoria       | Jean Becker                 |                                             |
| 2003    | SuperTex                                             |                                  | Jan Schütte                 |                                             |
| 2003    | Anaesthesia                                          |                                  | Slawomir Berganski          | Cortometraje                                |
| 2004    | The Beautiful Country                                | Un lugar maravilloso             | Hans Petter Moland          |                                             |
| 2005    | Harrys döttrar                                       |                                  | Richard Hobert              |                                             |
| 2005    | 1966-1988: Kieslowski, cinéaste polonais             |                                  | Luc Lagier                  | Cortometraje documental                     |
| 2006    | Sportman van de Eeuw                                 |                                  | Mischa Alexander            |                                             |
| 2007    | Un secret                                            | Un secreto                       | Claude Miller               |                                             |
| 2007    | Menachem & Fred                                      |                                  | Ronit Kertsner y Ofra Tevet |                                             |
| 2008    | Anonyma - Eine Frau in Berlin                        | Anonyma – Una mujer en Berlín    | Max Färberböck              |                                             |
| 2010    | Kratki pregled raspadanja                            |                                  | Nikola Strasek              | Cortometraje                                |
| 2012    | Aglaja                                               |                                  | Krisztina Deák              |                                             |
| 2014    | A História da Eternidade                             |                                  | Camilo Cavalcante           |                                             |
| 2015    | Angelica                                             |                                  | Mitchell Lichtenstein       |                                             |
| 2015    | Shi gu                                               |                                  | Sanyuan Peng                |                                             |
| 2015    | Wang chao de nu ren: Yang Gui Fei                    |                                  | Shiqing Cheng y Yimou Zhang |                                             |
| 2015    | Meu Amigo Hindu                                      | Mi amigo hindú                   | Héctor Babenco              |                                             |
| 2016    | La reina de España                                   | La reina de España               | Fernando Trueba             |                                             |
| 2017    | Tortures                                             |                                  | Beata Poźniak               |                                             |
| 2017    | Skyggenes dal                                        |                                  | Jonas Matzow Gulbrandsen    |                                             |
| 2017    | Lies We Tell                                         | La verdad puede matar            | Mitu Misra                  |                                             |
| 2020    | Dear Child                                           |                                  | Luca Ammendola              | Documental                                  |
| 2020    | El olvido que seremos                                | El olvido que seremos            | Fernando Trueba             |                                             |
| 2020    | Lian Qu 1980                                         |                                  | Feng Mei                    |                                             |
| 2021    | Man of God                                           |                                  | Yelena Popovic              |                                             |
| 2021    | Mother Didn't Know                                   |                                  | Anita Killi                 | Cortometraje                                |
| 2024    | Haunted Heart                                        | Isla perdida                     | Fernando Trueba             |                                             |
| 2024    | Europa centrale                                      |                                  | Gianluca Minucci            |                                             |